# 关于称义教义的联合声明
《关于称义教义的联合声明》（英語：Joint Declaration on the Doctrine of Justification，JDDJ），也称《有关成义教义的联合声明》、《因信称义联合声明》，是一份由天主教会和世界信義宗聯會于1999年正式签署的一份声明。该联合声明宣称双方教会对“通过对基督的信念，凭借神的恩典称义”这一观点的一致。
签署双方認為，聲明基本上解决了对于称义本质认识的争议，而这一争议正是宗教改革的基础。至於另外兩大國際性信義宗組織，包括國際路德會與世界路德宗認信聯會，則對《因信稱義聯合聲明》普遍持否定態度，認為聲明內容含糊不清，簽署雙方實際上只是各說各話，嚴格來說不算是一份「協定」。
在2006年，世界循道衛理宗協會投票決定採納JDDJ。2016年，普世聖公宗咨議會發表歡迎和肯認JDDJ重要性的聲明。2017年，世界改革宗聯會投票決定採納JDDJ。